# 桿狀核粒細胞

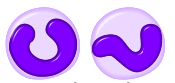
中性桿狀核粒細胞（發育成嗜中性球）

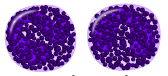
嗜鹼性桿狀核粒細胞（發育成嗜鹼性球）

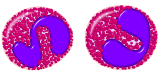
嗜酸性桿狀核粒細胞（發育成嗜酸性球）

桿狀核粒細胞（英語：band cell、band neutrophil、stab cell）是一種正在骨髓進行粒细胞生成的顆粒球前體，也會被釋出到血液中，由晚幼粒细胞（metamyelocyte）發育而來，並將發育成一個成熟的顆粒球（分葉核粒細胞）。其特徵為具有彎曲狀但沒有分葉（lobar）的細胞核。不同種類的顆粒球（嗜中性球、嗜酸性球、嗜鹼性球）都是由各自的桿狀核粒细胞發育而來。

較詳細的造血幹細胞世系圖

## 數量與診斷

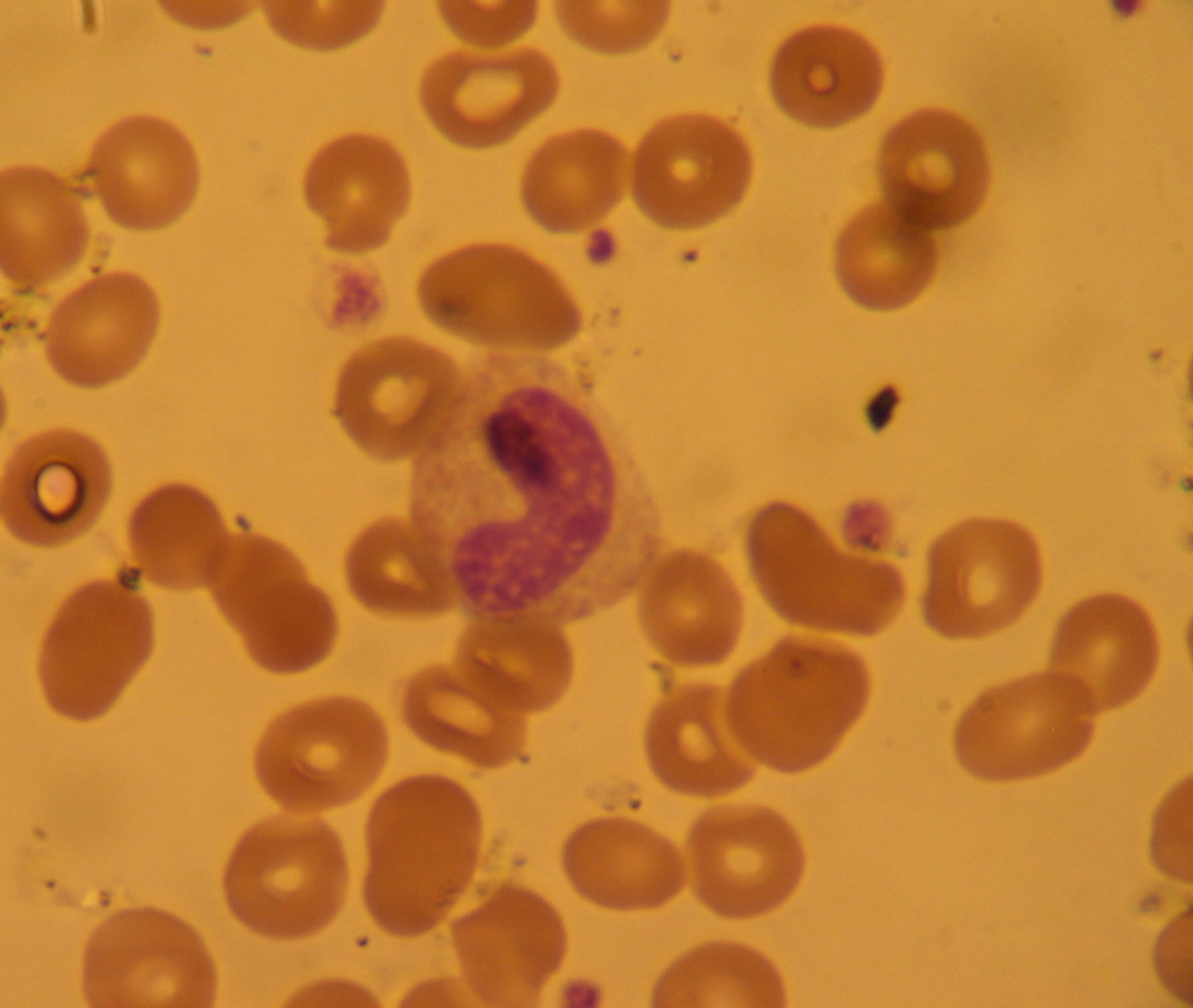
血液抹片中的中性桿狀核粒細胞

中性桿狀核粒細胞數量可用來偵測發炎反應。成人中性桿狀核粒細胞的血液检验项目参考值范围為白血球總量的3%至5%，也就是最多每公升血7x108個。若超過這個範圍則為桿狀核粒細胞增多症，代表從骨髓中釋出到血漿桿狀核粒細胞過多，是感染、發炎的徵兆。桿狀核粒細胞數量測量在闌尾炎的診斷扮演了重要的角色，而中性桿狀核粒細胞、超敏C反應蛋白（hs-CRP）及降鈣素原（PCT）三者聯合檢測能夠有效提高新生兒敗血症診斷的準確率。

## 外部連結
- eMedicine Dictionary上的band+cell
- Histology image: 01807loa – 波士顿大学的组织学学习系统 - "Bone Marrow and Hemopoiesis: bone marrow smear, neutrophil series"
- Histology at okstate.edu
- Slide at hematologyatlas.com - "Neutrophil band" visible in second row （页面存档备份，存于）
- Interactive diagram at lycos.es